# Giuseppe Casoria
Giuseppe kardinál Casoria (1. října 1908, Acerra – 8. února 2001, Řím) byl italský duchovní, teolog a kuriální kardinál.

## Život
Církevní dráhu začal jako kněž diecéze acerrské, vysvěcen byl v roce 1930. Získal vzdělání a akademické tituly v oborech teologie, filosofie, obojího práva a politických vědách. Vyučoval v regionálním semináři v Molfettě, a zároveň pracoval i na vatikánských úřadech, nejprve jako obhájce svazku ve Svaté rotě římské, ale i jinde. Jako podsekretář Kongregace pro disciplínu svátostí byl expertem na druhém vatikánském koncilu. V roce 1972 byl jmenován titulárním arcibiskupem a následně sekretářem Kongregace pro blahořečení a svatořečení. Roku 1981 byl postaven do čela Kongregace pro bohoslužbu a svátosti, nejprve jako pro.prefekt a po své kardinálské kreaci jako prefekt. Na funkci rezignoval z důvodu vysokého věku v roce 1984.
Zemřel v únoru 2001, pohřební obřady se odehrály ve vatikánské bazilice sv. Petra dne 10. února 2001 za předsednictví papeže Jana Pavla II., který ve své homilii označil kardinbála za "duši vášnivě zaměřenou na Krista, jehož se ve svém kněžském životě neustále snažil napodobovat." Jeho tělo bylo uloženo do rodinné hrobky v jeho rodném městě Acerra.

## Dílo
- Pio XI e la Madonna, in Cor Unum Christo, 1930.
- In memoria del cardinal Pietro Gasparri in Miles Christi, XII 1934.
- La scienza della politica nel pensiero di S. Tommaso, in Miles Christi, XV 1935.
- Una breve giornata di fanciulezza pura, Napoli 1936.
- De personalitate iuridica "piarum causarum" in evolutione iuris Romanorum, Melphicti 1937.
- De processu canonico et civile di Mons. Donato Venditti, in Monitor Ecclesiasticus 1950.
- Concordati ed Ordinamento giuridico internazionale, Roma 1953.
- De matrimonio Rato et non consummato, Romae 1959.
- Chiesa e Stato, Roma 1961.